# Сантос, Хулио дос
Ху́лио Даниэ́ль дос Са́нтос Родри́гес (исп. Julio Daniel dos Santos Rodríguez; 7 мая 1983, Асунсьон, Парагвай) — парагвайский футболист, выступавший на позиции полузащитника, иногда также на позиции оттянутого форварда. В 2004—2014 годах — игрок национальной сборной Парагвая, участник чемпионата мира 2006 года. В 2005 году признавался лучшим футболистом года в Парагвае.

## Биография
Хулио дос Сантос начал профессиональную карьеру в 2001 году в «Серро Портеньо». В 2004 и 2005 годах он становился чемпионом Парагвая, причём в 2005 году дос Сантос был признан лучшим футболистом страны. В январе 2006 года 22-летний дос Сантос был продан в мюнхенскую «Баварию». Парагваец рассматривался как потенциальный сменщик Михаэля Баллака, который в том же году перешёл в лондонский «Челси». Однако дос Сантос столкнулся с конкуренцией со стороны Али Карими. В начале сезона 2006/07 руководство «Баварии» и лично Феликс Магат высказали недовольство прогрессом Хулио и в итоге футболист был отдан в аренду в «Вольфсбург». Но в «Вольфсбурге» дос Сантос до лета 2007 года так и не сыграл за основную команду. В основном это было обусловлено многочисленными травмами. Однако после приобретения «Баварией» Франка Рибери, Хамита Алтынтопа, Хосе Эрнесто Сосы и Зе Роберто стало ясно, что парагвайцу будет крайне сложно бороться за место в основе.
Первую половину сезона 2007/08 Хулио дос Сантос пребывал в аренде в испанской «Альмерии», за которую также не провёл ни единого матча. Затем его отдали в аренду в «Гремио», за который парагваец сыграл в 5 матчах. В июне 2008 года дос Сантос подписал контракт с другой бразильской командой, «Атлетико Паранаэнсе». В 2009 году Хулио дос Сантос вернулся в родной «Серро Портеньо», где, наконец, вновь стал играть в футбол довольно регулярно.
В 2015 по 2017 год выступал за бразильский «Васко да Гаму», с которым дважды выигрывал Лигу Кариоку. В 2017 году вернулся на родину, присоединившись к «Спортиво Лукеньо».
С 2004 по 2007 год Хулио дос Сантос выступал за сборную Парагвая. Он был участником двух Кубков Америки (2004 и 2007 годов), а также чемпионата мира 2006 года.

## Достижения
- Чемпион штата Парана (1): 2009
- Чемпион штата Рио-де-Жанейро (2): 2015, 2016
- Чемпион Парагвая (2): 2004, 2005
- Чемпион Германии (1): 2006
- Обладатель Кубка Германии (1): 2006
- Футболист года в Парагвае (1): 2005